# Theodor Yorck

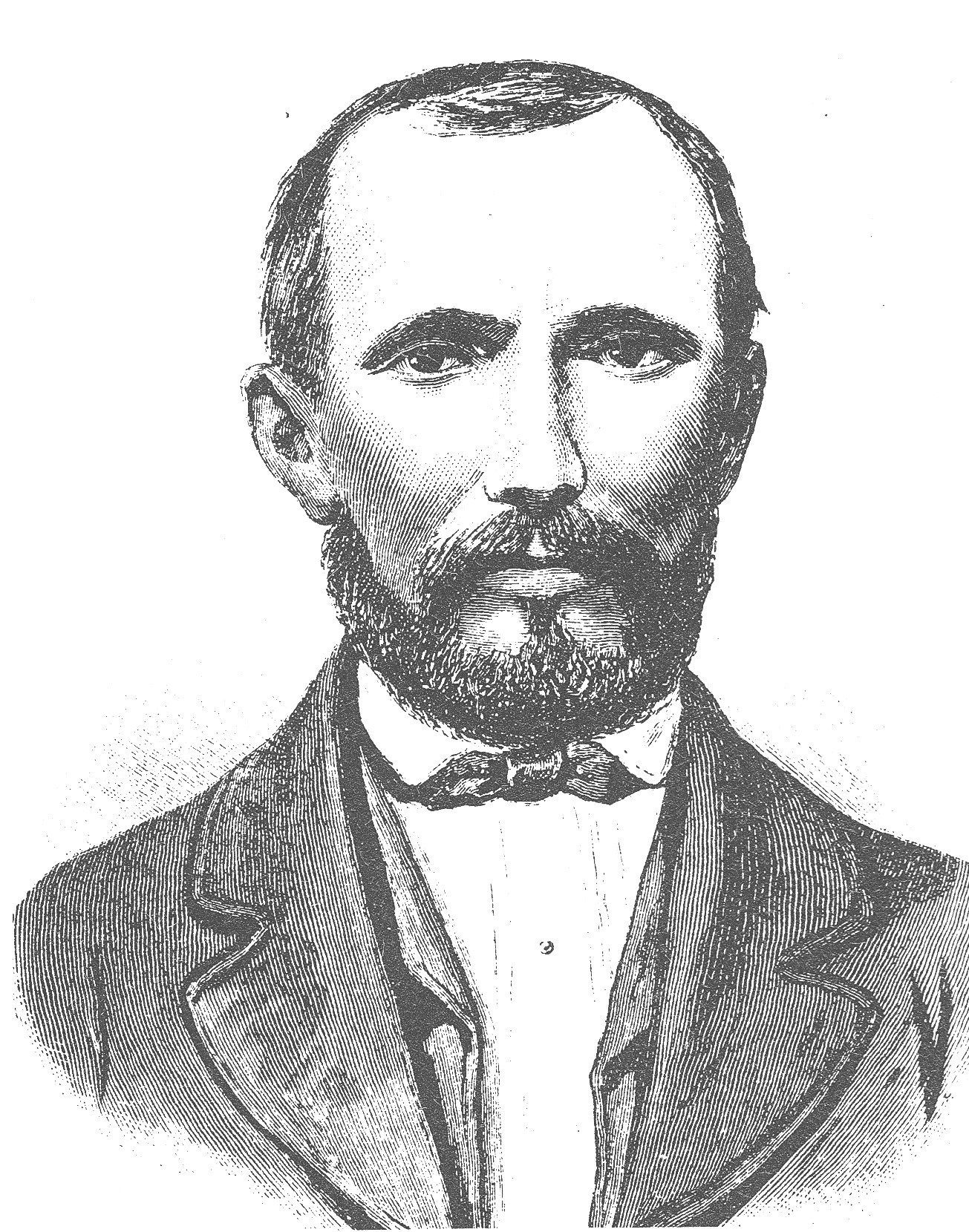
Theodor Yorck

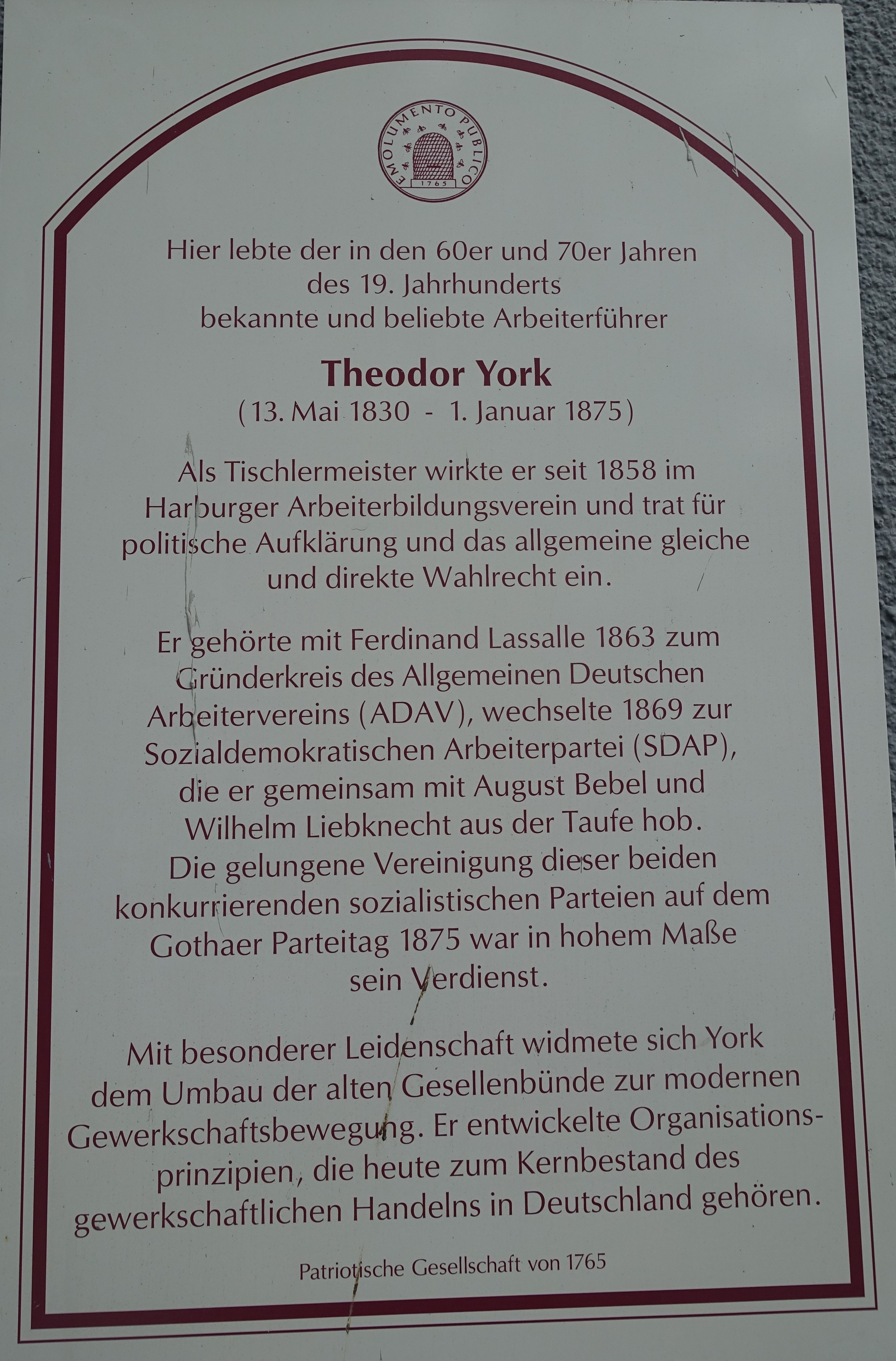
Gedenktafel für Theodor Yorck in Hamburg-Harburg am Sand (Marktplatz)

Theodor Yorck (* 13. Mai 1830 in Breslau; † 1. Januar 1875 in Hamburg; auch als Theodor York in der Literatur) war ein deutscher Gewerkschafter und Mitbegründer des Allgemeinen Deutschen Arbeitervereins (ADAV). Er betrieb später die Vereinigung der deutschen Sozialdemokratie zur SPD.

## Leben
Theodor Yorck war der Sohn eines Tischlers. Nach Abschluss der Volksschule ging er 1844 in die Tischlerlehre. Seine Gesellenwanderschaft (1849–1855) führte ihn durch Österreich und Deutschland. 1855 zog er nach Hamburg und 1856 nach Harburg, das damals zum Königreich Hannover gehörte. Er lebte in den 60er und 70er Jahren des 19. Jahrhunderts dort am Sand (Marktplatz). Er trat 1867 in den Hamburger Arbeiterbildungsverein ein und lernte Jakob Audorf kennen und durch ihn die Schriften Wilhelm Weitlings. Durch einen Arbeitsunfall wurde sein Bein verletzt, sodass er lebenslang hinken musste. Am 28. Juni 1867 heiratete Yorck die aus Breslau stammende Helene Graaß. Aus der Ehe gingen zwei Söhne hervor. 1871 zog er mit seiner Familie nach Hamburg. Im Herbst 1873 wurde er schwer krank, sodass er alle Partei- und Gewerkschaftsämter niederlegen musste.

## Politik
Seit 1857 die ersten Gummi-Fabriken Harburg zur Industriestadt verwandelten, fanden sich wachsende Teile der Arbeiterschaft zu einem Bildungsverein zusammen, aus dem sich Theodor Yorck zu einem der führenden Vertreter der frühen Hamburger Arbeiterbewegung entwickelte. Er setzte sich im Arbeiterbildungsverein für die Gründung einer Krankenkasse ein. Durch „literarische Abendunterhaltungen“ versuchte er die Arbeiter zum Reden über politische Themen anzuregen. Durch äußeren Druck musste er 1862 den Arbeiterbildungsverein verlassen. Trotzdem wurde er im Juni 1862 vom Harburger Magistrat zu einer bezahlten einundzwanzigköpfigen Delegation des Deutschen Nationalvereins zum Besuch der Londoner Weltausstellung vorgeschlagen. Er kam dort mit dem Londoner Arbeiterverein in Kontakt. Aus dieser Begegnung erwuchs seine Überzeugung, sich stärker für die Sache der Arbeiter einzusetzen und diese Arbeit unabhängiger von den liberalen, bürgerlichen Vereinen zu machen.
Auf Grund von Ferdinand Lassalles „Offenem Antwortschreiben“ vom 1. März 1863 gründete Yorck am 24. April 1863 den „Harburger Allgemeinen Arbeiter-Verein“. Er nahm am 23. Mai 1863 an der Gründungsversammlung des ADAV in Leipzig teil. Weil er die diktatorischen Vollmachten des Präsidenten Ferdinand Lassalle ablehnte, gab er bei dessen Wahl nur einen leeren Stimmzettel ab. Yorck wurde trotzdem in den Vorstand des ADAV gewählt, dem er bis 1869 angehörte. Bei der Reichstagswahl 1867 erhielt er 1287 Stimmen und damit im Stadtgebiet von Harburg fünf Stimmen mehr als sein Gegenkandidat, der liberale Bürgermeister August Grumbrecht. Am 27./28. September 1868 nahm Yorck als Präsident des „Gewerkvereins der Deutschen Holzarbeiter“ in Berlin am Kongress des „Allgemeinen Deutschen Arbeiterverbandes“ teil. Das Verhalten von Johann Baptist von Schweitzer führte ihn 1869 nach Eisenach zu August Bebel und Wilhelm Liebknecht in die SAPD, ebenso wie August Geib, Samuel Spier, Wilhelm Bracke u. a.
Auf dem Eisenacher Kongress vom 7. bis 9. August 1869 schlug Yorck vor, dass die Vereinigung der Arbeiter nur auf dem Boden der Internationalen Arbeiterassoziation möglich sein solle. Auf gemeinsamen Antrag von Bebel und Yorck wurde beschlossen:

„Die sozialdemokratische Arbeiterpartei betrachtet es als eine Pflicht eines jeden Parteigenossen, auf eine Einigung der Gewerkschaften mit allen Mitteln hinzuwirken, hält aber die Bedingung fest, daß die Gewerkschaften sich von dem Arbeiterschaftspräsidium des Herrn von Schweitzer lossagen. Zugleich empfiehlt der Kongreß die weitere Bildung von Gewerksgenossenschaften auf internationaler Grundlage.“

1870 wurde er Mitglied der Parteikontrollkommission. 1871 bis Herbst 1873 war er Mitglied und bezahlter Sekretär des Parteiausschusses. Er wollte mehr Einfluss der Kommission auf die Redaktion des Partei-Zentralorgans „Der Volksstaat“. Dieses führte zum Konflikt mit Adolf Hepner, der dann aus der Redaktion ausschied. Er spielte eine führende Rolle in den Internationalen Gewerksgenossenschaften. Er war bestrebt die Spaltung der Gewerkschaftsbewegung durch eine Union zu überwinden und plädierte für die parteipolitische Neutralität der Gewerkschaften.
Wegen eines Nierenleidens musste Yorck im Herbst 1873 sein Amt als Parteisekretär niederlegen. Mitte Oktober 1874 nahm er noch an den ersten vertraulichen Gesprächen als Vertreter der SDAP mit den Vertreten des ADAV über die Vereinigung der beiden Organisationen teil. Er wurde am 3. Januar 1875 in Hamburg unter Teilnahme von siebentausend Arbeitern in Hamburg auf dem Michaelisfriedhof beerdigt.

## Zitat
„In Erwägung, daß die Kapitalmacht alle Arbeiter, gleichviel ob sie konservativ, fortschrittlich-liberal oder Sozialdemokraten sind, gleichsehr bedrückt und ausbeutet, erklärt der Kongreß es für die heiligste Pflicht der Arbeiter, allen Parteihader beiseite zu setzen, um auf dem neutralen Boden einer einheitlichen Gewerkschaftsorganisation die Vorbedingung eines erfolgreichen kräftigen Widerstandes zu schaffen, die bedrohte Existenz sicherzustellen und eine Verbesserung ihrer Klassenlage zu erkämpfen. Insbesondere aber haben die verschiedenen Fraktionen der sozial-demokratischen Arbeiterpartei die Gewerkschaftsbewegung nach Kräften zu fördern, und spricht der Kongreß sein Bedauern darüber aus, daß die Generalversammlung des Allg. Deutschen Arbeitervereins einen gegenteiligen Beschluß gefaßt hat.“

„Yorck, Hamburg.“

## Würdigung

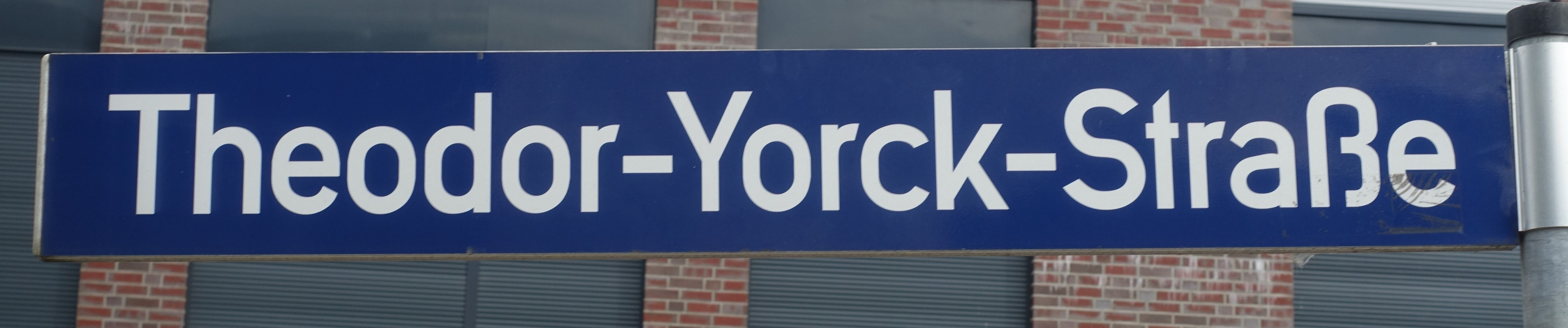
Straßenschild zu Theodor Yorck in Hamburg-Harburg

Straßen wurden nach ihm u. a. in Hamburg-Harburg und Ludwigshafen benannt.

## Werke
- An die Mitglieder des Allgemeinen Deutschen Arbeitervereins. 22. Juni 1869[8]
- An die deutschen Sozialdemokraten. (vor dem) 17. Juli 1869[9]
- Referat über den Normalarbeitstag (nach dem stenographischen Protokoll). In: Der Volksstaat von 3. September, 16. September, 23. September 1871
- Offene Antwort an Herrn Leo Fränkel. In: Demokratisches Wochenblatt. Leipzig 15869. Nr. 44, S. 493–5494.
- Die industrielle Arbeiterfrage und die Forderung eines neuen Arbeitsrechts. Vortrag, gehalten auf der Volksversammlung des Congresses der sozial-demokratischen Arbeiterpartei zu Coburg am 19. Juli 1874. Yorck, Hamburg 1874
- Die Union. Organ für die Holzarbeiter Deutschlands. Hamburg-Altona[10]